# IC 2744
IC 2744 ist eine Linsenförmige Galaxie vom Hubble-Typ S0 im Sternbild Großer Bär am Nordsternhimmel. Sie ist schätzungsweise 475 Millionen Lichtjahre von der Milchstraße entfernt und hat einen Durchmesser von etwa 70.000 Lichtjahren.

Im selben Himmelsareal befinden sich unter anderem die Galaxien IC 2735, IC 2738, IC 2751.
Das Objekt wurde am 22. Mai 1903 von dem französischen Astronomen Stéphane Javelle entdeckt.